# Světový pohár klubů ISBHF
Světový pohár klubů ISBHF (anglicky World Cup Club ISBHF) je turnaj hokejbalových týmů, který pořádá hokejbalová federace ISBHF. První turnaj se konal v roce 1995 ve Švýcarsku a vyhrál jej švýcarský Cormorants Zug 97. Od té doby je turnaj pořádán každoročně a místo konání je vybrané výběrovým řízením ISBHF. Tohoto turnaje se zpravidla účastnila hokejbalová družstva z evropských zemí. Od roku 2013 má turnaj zastoupení i z amerického kontinentu.

## Herní systém
Světového poháru klubů se účastní 12 týmů (není pravidlem), z toho Česko, Slovensko a Švýcarsko má minimálně dvojí zastoupení. Herní systém není pravidelný, vytváří se až před začátkem turnaje. Týmy jsou rozlosovány do tří nebo do čtyř skupin, kde hrají ve skupině systémem každý s každým o postup do vyřazovací části. Vyřazené týmy hrají zápasy o celkové umístění. Základní hrací doba zápasu je 2x 15 minut a za nerozhodného stavu následují samostatná střílení.

## Přehled vítězů
| Ročník         | Místo konání          | Vítěz                              | Poražený finalista                | Výsledek            |
| -------------- | --------------------- | ---------------------------------- | --------------------------------- | ------------------- |
| Euro Cup 1995  | Seewen, Švýcarsko     | Cormorants Zug 97                  |                                   |                     |
| Euro Cup 1996  | Villach, Rakousko     | ŠK Exposervice Sibirska Bratislava | LG Doprastav Bratislava           |                     |
| Euro Cup 1997  | Bratislava, Slovensko | SK Exposervice Ružinov Bratislava  | LG Doprastav Bratislava           |                     |
| Euro Cup 1998  | Ústí nad Labem, Česko | Severka Ústí nad Labem             | SK Exposervice Ružinov Bratislava |                     |
| Euro Cup 1999  | Villach, Rakousko     | Severka Ústí nad Labem             | SK Exposervice Ružinov Bratislava |                     |
| Euro Cup 2000  | Bratislava, Slovensko | LG Doprastav Bratislava            | HBC 07 Žirafa Žilina              |                     |
| Euro Cup 2001  | Oberaudorf, Německo   | SK Exposervice Ružinov Bratislava  | HBC Škoda Plzeň                   |                     |
| Euro Cup 2002  | Rosenheim, Německo    | SK Exposervice Ružinov Bratislava  | HBC Škoda Plzeň                   |                     |
| Euro Cup 2003  | Most, Česko           | ŠKB Izoglobal Martin               | Elba Ústí nad Labem               |                     |
| Euro Cup 2004  | Kladno, Česko         | Elba Ústí nad Labem                | ŠHBK Ružinov Bratislava           |                     |
| Euro Cup 2005  | Martin, Slovensko     | OEZ Spartak Letohrad               | HBC 07 Žirafa Žilina              |                     |
| Euro Cup 2006  | Sierre, Švýcarsko     | ŠKB Izoglobal Martin               | RbK Hockey Ružinov Bratislava     |                     |
| Euro Cup 2007  | Martin, Slovensko     | HBC Habešovna Gladiators Kladno    | RbK Hockey Ružinov Bratislava     | 3:2 (0:1, 2:0, 1:1) |
| Euro Cup 2008  | Letohrad, Česko       | HBC KEB Kladno                     | ŠKB Izoglobal Martin              |                     |
| 2009           | -                     | -                                  | -                                 | -                   |
| Euro Cup 2010  | Bratislava, Slovensko | HBC Autosklo-H.A.K. Hradec Králové | LG TPS Doprastav Bratislava       | 2:0 (1:0, 1:0, 0:0) |
| World Cup 2011 | Plzeň, Česko          | Oberwil Rebells                    | SHC Belpa 1107                    | 2:0 (1:0, 1:0)      |
| Euro Cup 2012  | Villach, Rakousko     | Oberwil Rebells                    | HC Kert Park Praha                | 2:0 (0:0, 2:0)      |
| World Cup 2013 | Pardubice, Česko      | HBT Vlašim                         | Oberwil Rebells                   | 1:0 (0:0, 1:0)      |
| World Cup 2014 | Nitra, Slovensko      | HBC Alpiq Kladno                   | HbK Hokejmarket Skalica           | 2:1pp (0:1, 1:0)    |
| World Cup 2015 | Nitra, Slovensko      | Oberwil Rebells                    | HBK Nitrianski rytieri Nitra      | 3:2 (0:1, 1:2, 1:0) |
| World Cup 2016 | Heilbronn, Německo    | Oberwil Rebells                    | Peräpohjolan Poropojat            | 5:1 (2:0, 3:0, 0:0) |

## Tabulka finalistů podle klubů
| Klub                            | Vítěz | Finalista | Vítězné roky           | Prohrané roky                |
| ------------------------------- | ----- | --------- | ---------------------- | ---------------------------- |
| ŠHBK Ružinov Bratislava         | 4     | 5         | 1996, 1997, 2001, 2002 | 1998, 1999, 2004, 2006, 2007 |
| Oberwil Rebells                 | 4     | 1         | 2011, 2012, 2015, 2016 | 2013                         |
| Elba DDM Ústí nad Labem         | 3     | 1         | 1998, 1999, 2004       | 2003                         |
| ŠKB Imperial Vitamins Martin    | 2     | 1         | 2003, 2006             | 2008                         |
| HBC ALPIQ Kladno                | 2     | 0         | 2008, 2014             |                              |
| LG AZ HOKEJ Bratislava          | 1     | 3         | 2000                   | 1996, 1997, 2010             |
| HBC Habešovna Gladiators Kladno | 1     | 0         | 2007                   |                              |
| Cormorants Zug 97               | 1     | 0         | 1995                   |                              |
| SK Hokejbal Letohrad            | 1     | 0         | 2005                   |                              |
| HBC Hradec Králové 1988         | 1     | 0         | 2010                   |                              |
| HBT Vlašim                      | 1     | 0         | 2013                   |                              |
| HBC Plzeň                       | 0     | 2         |                        | 2001, 2002                   |
| HBC Žirafa Žilina               | 0     | 2         |                        | 2000, 2005                   |
| SHC Belpa 1107                  | 0     | 1         |                        | 2011                         |
| HC Kert Park Praha              | 0     | 1         |                        | 2012                         |
| HbK Hokejmarket Skalica         | 0     | 1         |                        | 2014                         |
| HBK Nitrianski rytieri Nitra    | 0     | 1         |                        | 2015                         |
| Peräpohjolan Poropojat          | 0     | 1         |                        | 2016                         |